# Moga indoszkíta király

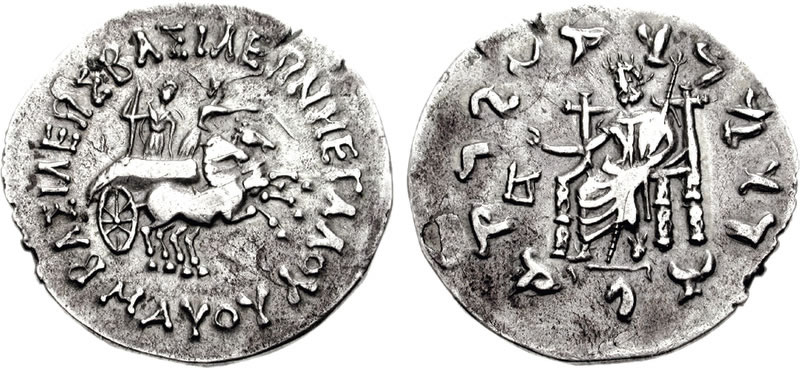
Moga ezüst tetradrachmája, Takszila. Előlap: Zeusz, görög felirat, ΒΑΣΙΛΕΩΣ ΒΑΣΙΛΕΩΝ ΜΕΓΑΛΟΥ ΜΑΥΟΥ (Mauész, királyok nagy királya); hátlap: Niké, kharosti felirat

Moga (i. e. kb. 85–i. e. 60) – görög Mauész (Μαυες), kínai Mao vagy Mukua, szanszkrit Moasza – az első indoszkíta király volt.

## Előzmények
Moga a szakaurak királya volt. A szakaurak első csoportja i. e. 110. táján, a Karakorum vonulatain, a Khunjerab-hágón átkelve költözött az Indus völgyébe, illetve a Szvat és a Kabul folyó völgyében fekvő Gandhárába, az indiai görögök birtokaira.
Költözésük útvonalát régészeti leletek – sziklákra festett harcosok, lovasok, buddhista sztúpák képei, valamint szaka és parthus uralkodók kharosti írással rögzített neve – jelzik Satial, Gilgit és Hunza környékén.
Kezdetben elismerték a görög fennhatóságot, az i. e. 1. század elején azonban felülkerekedtek, és elfoglalták Takszilát, valamint a görög birtokok egy részét. Fővárosuknak Takszilát tették meg, ezért e csoportot takszilai indoszkítáknak is nevezik.

## Uralkodása
Uralkodásának idejéből fennmaradtak ezüst és bronz pénzérméi, valamint az úgynevezett takszilai rézlemez, melyet felirata szerint Moga 78. évében készítettek. Moga kapcsolatban állt, meglehet, rokona volt a vele nagyjából egy időben, Kelet-Iránban uralkodó Vononész indoszkíta királynak.
Az i. e. 80. évtől biztosan Moga uralkodott Takszila környékén.
Pénzérméin – melyek a Takszilában korábban vert görög érméket másolják – Zeusz, Niké és más görög istenek láthatók. Tetradrachmáinak egyike-másika – eltérően a ilyenfajta görög érméktől – elefántot ábrázol. Érméin nagykirálynak (szanszkrit nyelven, kharosti írással, maharajasa Moasa) vagy királyok nagy királyának (görög nyelven, görög írással baszileosz baszileon megalou Mauou; prákrit nyelven, kharosthi írással rajtirajasa mahatasa Moasa) nevezi magát.